# Salmoneus

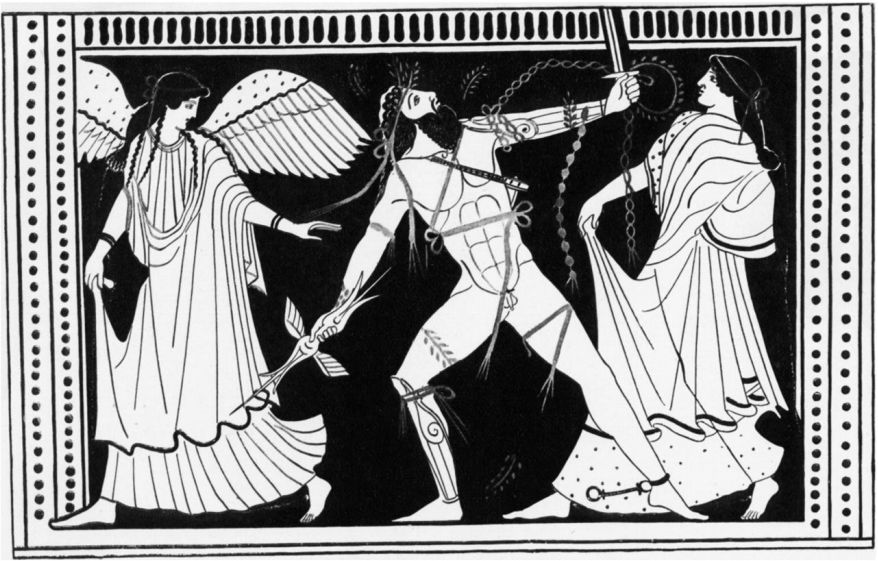
Salmoneus (Mitte) auf einem rotfigurigen Kolonettenkrater um 470/60 v. Chr., Chicago, Art Institute 1889.16

Salmoneus (altgriechisch Σαλμωνεύς Salmōneús) ist in der griechischen Mythologie der Name eines Sohnes des Aiolos und der Enarete. Von Alkidike bekam er die Tochter Tyro, die von seiner zweiten Frau Sidero misshandelt wurde.
Er kam aus Thessalien und gründete als  eponymer Oikist die Stadt Salmonia in der Landschaft Elis an der Westküste der Peloponnes. Nach dem Tod seiner ersten Frau, Alkidike, heiratete er Sidero.
Ihm wurde es zum Verhängnis, dass er sich auf eine Stufe mit Zeus stellen wollte. Er ließ sich von den Bewohnern der von ihm gegründeten Stadt mit Zeus anreden und verlangte an dessen Stelle Opfer. In seiner Verstiegenheit  fuhr er mit einem von vier Pferden gezogenen Wagen durch die Straßen von Salmonia, hinter dem er mit getrockneten Tierhäuten bespannte Bronzekessel herzog, um den Donner zu imitieren. Dabei warf er brennende Fackeln in die Luft, um die Leute glauben zu machen, dies seien Blitze. Zur Strafe für diesen Frevel tötete ihn Zeus und zerstörte die gesamte Stadt Salmonia mit einem Blitz.